# 모하비족
모하비족(Mohave 또는 Mojave)은 모하비 사막의 콜로라도강 인근에 거주하는 미국 원주민이다. 포트 모하비 인디언 보호구역은 캘리포니아주, 애리조나주, 네바다주가 만나는 경계에 위치한다. 콜로라도강 인디언 보호구역에는 캘리포니아주와 애리조나주 일부가 포함되며 체미웨이비족, 호피족, 나바호족이 함께 거주하고 있다.